# Richard Rodgers Theatre
Il Richard Rodgers Theatre, precedentemente noto come Chanin's 46th Street Theatre o semplicemente 46th Street Theatre, è un teatro di Broadway sito nel quartiere di Midtown Manhattan a New York.

## Storia
Il teatro, progettato dall'architetto Irwin Chanin, aprì al pubblico nel 1925 e fu quasi immediatamente affittato dagli Shuberts, che lo acquistarono nel 1931 e lo ribattezzarono da Chanin's 46th Street Theatre a 46thy Street Theatre. Nel 1981 la Nederlaner Organization acquistò il teatro (che era precedentemente passato di mano a Robert W. Dowling nel 1945 e a Stephen R. Friedman nel 1978) e nel 1990 lo ribattezzò Richard Rodgers Theatre in onore del celebre compositore di musical. Il teatro è stato il primo ad adottare un unico ingresso per tutti i membri del pubblico: Chanin lo volle così perché più democratico, dato che precedentemente nei teatri di Broadway gli spettatori dei più costosi posti della platea entravano da un ingresso principale, mentre quelli dei più economici posti della galleria da uno secondario.
Il teatro ha ospitato le prime di undici opere di prosa e musical che hanno vinto rispettivamente il Tony Award alla migliore opera teatrale e quello al miglior musical, più di ogni altro teatro di Broadway. Le opere premiate sono state i drammi Fences (1987) e Lost in Yonkers (1991) e i musical Guys and Dolls (1951), Damn Yankees (1956), Redhead (1959), How to Succeed in Business Without Really Trying (1962), 1776 (1969), Raisin (1973), Nine (1984), In the Heights (2008) e Hamilton (2015). Oltre ad importanti prime, il teatro ha ospitato revival di grande successo, tra cui quelli di Porgy and Bess (2012) e Chicago (1996), entrambi premiati con il Tony Award al miglior revival di un musical. Nel corso degli oltre novant'anni della sua storia, le scene del Richard Rodgers Theatre sono state calcate da importanti star internazionali come Audrey Hepburn, Gwen Verdon, Chita Rivera, James Earl Jones, Raul Julia, Alan Rickman, Kevin Kline, Robin Williams, Lin-Manuel Miranda, Audra McDonald, Idina Menzel, Orlando Bloom e Scarlett Johansson.